# Molossus (Verslehre)
Molossus (Plural Molossi; altgriechisch μολοσσός molossós, lateinisch molossus, extensipes oder pes hippius) ist in der antiken Verslehre ein einfacher dreigliedriger Versfuß, der aus drei Längen besteht, das metrische Schema ist also
— — —
Der Versfuß ist nicht selbständig, bildet also keine Reihen und findet sich nur sehr selten in der griechischen Dichtung. Die Entstehung eines Molossus lässt sich durch Kontraktion erklären, also Zusammenziehung einer Doppelkürze zur Länge aus Choriambus (— ◡◡ —) oder dem Ionikus (◡◡— — bzw. — —◡◡).
Der Name Molossus ist nach einer verbreiteten, jedoch umstrittenen Etymologie, vom Volk der Molosser in Epirus in Nordwestgriechenland abgeleitet.